# Idaea consanguinaria
Idaea consanguinaria là một loài bướm đêm trong họ Geometridae.